# 原みつるとシャネル・ファイブ
原みつるとシャネル・ファイブ（はらみつるとシャネル・ファイブ）は、かつて存在した日本のコーラスグループ、ロックバンドである。

## 略歴・概要

### 活動期
1971年（昭和46年）7月、藤本卓也作詞・作曲によるシングル『稚内ブルース』でキングレコードからレコードデビューした。同シングルは、ジャケット表面に「ダイナミック演法第一弾!!」と銘打たれ、演奏の実力を売り物にしており、またジャケット内面には、「知床から稚内へ」「長崎から北海道へ」という文言が書かれ、前年の最大のヒット曲のひとつ加藤登紀子の『知床旅情』（1970年）、長崎市で結成された当時の人気グループ「内山田洋とクール・ファイブ」が意識されていた。リードヴォーカルは、1969年（昭和44年）に日本コロムビアからシングル『ここは東京六本木』でデビューした「原みつるとエリートメン」の原みつるである。同年、カヴァー中心のアルバム『稚内ブルース』をリリースした。
「ダイナミック演法」で知られる実力派グループであり、内山田洋とクール・ファイブに強烈な影響を受けたグループとしても知られる。演奏の技量は非常に高く、原みつるのサポートでは歌謡曲を主に演奏していたが、新田憲幸のボーカルでは歌謡曲、ポップス、スタンダード、ディスコミュージックと実に幅広いジャンルを演奏していた。
北海道放送の関係会社がいくつかの楽曲の出版権をホールドしており、同局と関係が深い。元北海道放送のディレクターで、ジャッキー吉川とブルー・コメッツのシングル『愛の終りに』の作曲で知られる札幌の作曲家彩木雅夫も楽曲提供している。提供曲に限らず、彼が経営するミュージックキャップトーキョーが出版権をホールドしている曲もある。また、『港の五番町』は1988年（昭和63年）に五木ひろしがカヴァー、五木は同曲で「第30回日本レコード大賞」金賞を受賞、第39回NHK紅白歌合戦に出場している。
「原みつるとシャネル・ファイブ」名義でシングルを5枚、アルバムをオムニバス参加を含めて3枚、原が「平田満」としてソロデビュー後に、「シャネル・ファイブ」名義でシングル1枚、「平田満＋シャネル・ファイブ」名義でシングル1枚、アルバム1枚をリリースしている。

### その後
原みつるは、のちに1976年（昭和51年）、『愛の狩人』の歌手「平田満」としてソロデビューした。バックバンドは「シャネル・ファイブ」で、「平田満&シャネル・ファイブ」名義でアルバム『愛の狩人』をリリースしている。現在の活動は幸斉たけし名義で作詞・作曲活動に専念している。
新田憲幸は、2004年（平成16年）現在、札幌でアマチュアバンド「アフターファイブ」のリードヴォーカル、ドラムスを担当しており、1960年代 - 1970年代の曲や、同バンドのオリジナル曲『夢をもう一度』等を演奏している。また、2009年（平成21年）現在、札幌でアマチュアバンド「JAVA-JIVE(ジャバジブ)」のリードヴォーカル、パーカッションを担当しており、ラテンロック、サンタナの曲を演奏し、札幌や小樽の音楽祭に積極的に参加している。
梅村良一は、2008年（平成20年）現在、札幌で、北欧系インストルメンタルのアマチュアバンド「ジャドウズ」でギターを担当しており、スプートニクスの楽曲等を演奏している。
現在、同バンドのオリジナル音源でCD化されているものは、『稚内ブルース』、『信ずる他にない』、『白い慕情』のみである。カヴァー版の『長崎は今日も雨だった』はCD化され、オムニバス・アルバム『昭和のうた5 -昭和41年 - 61年-』（1989年）に収録された。

## メンバー
データはデビュー時の公称。
- 原みつる （本名平田睦篤、ヴォーカル、リーダー） - 身長173cm、体重55kg、趣味 つり
- 新田憲幸 （ドラムス、ヴォーカル） - 身長165cm、体重54kg、趣味 ドライヴ （ファルセットが得意）
- 梅村良一 （リードギター） - 身長168cm、体重56kg、趣味 ドライヴ、スキー
- 河村義明 （ベースギター） - 身長165cm、体重47kg、趣味 映画、カメラ
- 藤沢礼明 （ヴォーカル、パーカッション） - 身長168cm、体重55kg、趣味 ボウリング
- 中上修 （キーボード） - 身長170cm、体重58kg、趣味 モダンジャズ、映画 （最年少メンバー）

## ディスコグラフィー

### シングル

#### 「原みつるとシャネル・ファイブ」名義
- 稚内ブルース （1971年7月発売、キングレコード BS-1390、エー・ビー・シーメディアコム）
  1. 稚内ブルース （作詞・作曲藤本卓也、編曲船木謙一）
  2. 昭和女の子守唄 （作詞山口洋子、作曲藤本卓也、編曲船木謙一） - 五木ひろし『待っている女』コンビ

- 信ずる他にない （1972年発売、キングレコード BS-1510、出版権 エッチ・ビー・シー・メディアクリエート）
  1. 信ずる他にない　（作詞・作曲藤本卓也）
  2. 白い慕情　（作詞しょうめぐみ、作曲藤本卓也）

- 港の五番町 （1972年9月発売　キングレコード BS-1571、出版権 ミュージックキャップトーキョー）
  1. 港の五番町 （作詞阿久悠、作曲彩木雅夫）- 愛田健二と競作、 1988年（昭和63年）9月、五木ひろしがカヴァー
  2. 泣かない女 （作詞阿久悠、作曲彩木雅夫）

- ハッキリ小唄 （1973年発売、キングレコード BS-1757）
  1. ハッキリ小唄 （作詞平田満・補詞森山としはる、作曲平田満、編曲)  - 出版権日音
  2. すすきの情話　(作詞森山としはる、作曲平田満)  - 出版権 ミュージックキャップトーキョー

- くやし泣き （1974年8月発売、キングレコード BS-1848）
  1. くやし泣き (作詞森山としはる、作曲平田満)
  2. 夜のおとずれ （作詞・作曲平田満）

#### 「シャネル・ファイブ」名義
- 東村山音頭 （平田満＋シャネル・ファイブ、1976年6月21日発売、キングレコード GK-20、出版権セブンシーズミュージック） 
  1. 東村山音頭 （作詞土屋忠司、作曲細川潤一）
  2. ビューティフルサンデー　（作詞・作曲ダニエル・ブーン、ロッド・マックイーン）

- ヘイ! マダム （1977年発売、キングレコード GK-126）
  1. ヘイ! マダム （作詞吉田旺、作曲・編曲土持城夫）
  2. 惚れて振られて又惚れて （作詞吉田旺、作曲・編曲土持城夫）

### アルバム
- 稚内ブルース （1971年発売、編曲船木謙一、キングレコード SKD-90）
  1. 『稚内ブルース』、『うしろ姿』、『あなたのブルース』、『港町ブルース』、『ネオン川』、『女の意地』、『長崎は今日も雨だった』
  2. 『昭和女の子守唄』、『東京流れもの』、『網走番外地』、『女心の唄』、『かりそめの恋』、『無情の夢』、『夢は夜ひらく』

- 夜と女とブルースと （オムニバス・アルバム、1972年発売、2枚組、キングレコード SKM-1194 / 1195）
  - 篠ヒロコ『ベットで煙草を吸わないで』『夢は夜ひらく』、高田恭子『噂の女』『波止場女のブルース』、いとのりかずこ『女の意地』『星の流れに』、原みつるとシャネル・ファイブ『港町ブルース』『長崎は今日も雨だった』『あなたのブルース』、鳳けい子『花と蝶』『裏町人生』、三浦みちゆきとザ・プラネッツ『女の未練』『新宿ブルース』、大月みやこ『東京ブルース』『熱海ブルース』『かりそめの恋』、バーブ佐竹『女心の唄』『ネオン川』、竹越ひろ子『東京流れもの』『カスバの女』、ザ・キャラクターズ『港町シャンソン』（1970年の楽曲の新録音）、沢ひろしとTokyo99『愛のふれあい』、梓みちよ『麗人の歌』 - 順不同

- シャネル・ファイブ・イン・サッポロ （1975年発売、キングレコード SKD-229）
  1. 『骨まで愛して』、『あなたの女』、『愛のふれあい』、『あほかい節』、『北の恋歌』、『くやし泣き』、『妻あるあなたに』
  2. 『夢物語』、『ネオン川』、『せめてお名前を』、『シンシア』、『ハッキリ小唄』、『すすきの情話』、『さよなら/SAYONARA』

- 愛の狩人 （平田満＋シャネル・ファイブ、1976年発売、キングレコード SKD-383）
  1. 『愛の狩人』、『札幌 - 長崎おんな達』、『たった二年と二ヶ月で』、『ビューティフル・サンデー』、『おまえさん』、『東村山音頭』
  2. 『達者でナ』、『山の吊橋』、『ハッキリ小唄』、『裏切り者の旅』、『あほかい節』、『すすきの情話』

### 楽曲収録CD
- 昭和のうた5 -昭和41年 - 61年- （1989年1月21日発売、キングレコード K30X-355）
  - 収録楽曲 『長崎は今日も雨だった』
- ディスコ歌謡コレクション キング編 （2001年11月25日発売、Pヴァインレコード）
  - 収録楽曲『ビューティフルサンデー』
- 幻の名盤解放箱 （2005年2月18日発売、Pヴァインレコード）
  - 収録楽曲『稚内ブルース』『信ずる他にない』『白い慕情』 - VOL.7

## 註
1. 1 2  原みつるとシャネル・ファイブのデビューシングル『稚内ブルース』（1971年発売、キングレコード）のジャケットおよび盤面の記述を参照。
2. ↑  ヤマハ公式サイト内の記事「LEGATOな仲間たち2」JAVA-JIVEのブログ（「LEGATO」2004年秋号）の記述を参照
3. ↑  讀賣新聞公式サイト内「北海道発・自悠時間」の記事「インストルメンタルバンド ジャドウズ (札幌市)」（武智敦子記者、2008年5月30日付）の記述を参照。記事掲載当時、梅村は59歳であった。
4. ↑  #外部リンク内のYahoo! ミュージック「幻の名盤解放歌集」リンク先の記述を参照。